# Selfie (serie de televisión)
Selfie es una comedia de situación estadounidense creada por Emily Kapnek y estrenada por la cadena ABC el 30 de septiembre de 2014. Debido a los bajos ratings la serie fue cancelada por la ABC el 7 de noviembre de 2014.
El 13 de noviembre de 2014, ABC anunció que retiraría los episodios restantes de la serie, reemplazándolos con episodios repetidos de Shark Tank y especiales de Navidad. El resto de los episodios fueron lanzados en línea a través del sitio web Hulu y por video bajo demanda (video on demand) semanalmente; el primero de ellos el 25 de noviembre de 2014. El último episodio fue transmitido el 30 de diciembre de 2014.

## Trama
La trama de la serie gira en torno a Eliza Dooley (Karen Gillan), una veinteañera obsesionada consigo misma y con la idea de mantener y conseguir cada vez más seguidores en las redes sociales. Después de sufrir una vergonzosa y pública ruptura, se convierte en la protagonista de un vídeo viral que acaba traduciéndose en más ‘followers’ de los que ha podido imaginar en su vida. Esto la hace comprender que a pesar de que ha gozado de una supuesta fama y popularidad en sus redes, en la vida real carece de amigos y personas que se preocupen y la aprecien; es por esto que la joven decidirá pedir ayuda a un colega experto en marketing, Henry Higgs (John Cho), para que le ayude a reinventarse y limpiar su imagen en el mundo real.

## Personajes
- Eliza Dooley: Es la joven protagonista de la serie, la mejor vendedora de la farmacéutica KinderKare, caracterizada principalmente por ser adicta a diferentes redes sociales y solo preocuparse de sí misma, siendo incapaz de empatizar con otras personas como resultado de las vivencias de su adolescencia que la relegaron socialmente. Tras un bochornoso accidente donde fue fotografiada y publicada en internet tras ser cubierta por su propio vómito en un avión, sus "amigos" en internet dejaron de quererla. Durante este incidente no solo comprendió que a pesar de tener millones de seguidores en la red todos sus colegas la odiaban por su mala actitud, sino que tampoco poseía amigos en la vida real. Sintiendo que necesita abandonar el tipo de persona que ha sido busca la ayuda de Henry Higgs para que la renueve.

- Henry Higgs: Un importante publicista de la empresa KinderKare, famoso por aportar la mayoría de las ideas que hacen populares a sus productos. Henry en todo aspecto posee una naturaleza completamente opuesta a Eliza, detesta las redes sociales y es un inepto en la red, es adicto al trabajo y no tiene la confianza para afrontar las relaciones de amistad o amor con otras personas y no comprende que haya algún valor en la vestimenta informal. Eliza lo busca ya que razona que si puede convertir un fármaco viejo y aburrido en un éxito de ventas es también el único que la puede convertir en alguien diferente. Es así como inicia la dura tarea de Henry de transformar su personalidad narcisista en una más bondadosa y servicial. A medida que transcurre la serie, Henry comienza a sentir otro tipo de cariño hacia ella aunque por su inseguridad intrínseca intenta con todas sus fuerzas negarlo.

- Charmonique Whitaker: Recepcionista de KinderKare y también la primera amiga que logró hacer Eliza gracias a los consejos de Henry. Es muy amigable y divertida aunque puede ser directa e hiriente si la provocan. Es una mujer corpulenta muy preocupada por su apariencia y fanática de las pelucas, tiene un pequeño hijo llamado Kevin quien a pesar de ser travieso puede ser perturbadoramente maduro y directo para su edad.

- Sam Saperstein: Es el jefe de la empresa. Su personalidad es muy amistosa y siempre tiene buen humor siendo prácticamente una versión caricaturizada del jefe emotivo e interesado en sus empleados y en crear un ambiente grato en la empresa. Apaña todas las ideas y opiniones de Henry y las ocurrencias de Eliza. Aunque nunca lo expresa abiertamente es consciente de la tracción entre ambos y como cada uno ayuda al otro a superar sus inseguridades y trabas por lo que intenta que pasen tiempo juntos y acepten lo que sienten uno por el otro.

- Freddy: Novio de Eliza. Él también es narcisista y adicto a las redes sociales pero, a diferencia de Eliza, Freddy quiere llevar su relación “al siguiente nivel” aunque su dependencia de la tecnología y la apariencia hacen que gradualmente Eliza se desencante un poco más de él. Con el tiempo ve en Henry un obstáculo que, a sus ojos, lo opaca e intenta destruir su relación.

- Bryn: Es la vecina de Eliza. Apasionada de los libros y cosas vintage, con una marcada tendencia hipster a ojos de Eliza, también tiene su propio club de lectura. Es muy simple y minimiza a Eliza en todo lo que hace sabiendo que ella siempre está pensando en sí misma, en gran medida esta actitud resulta como consecuencia que durante mucho tiempo Eliza hizo comentarios despectivos de ella y sus gustos. Aun así cuando Eliza necesita un favor no duda en apoyarla siendo su más cercana amiga después de Charmonique, aunque con esta última jamás están de acuerdo llegando incluso a los golpes, aunque han aprendido a respetarse mutuamente.

## Elenco
| - Karen Gillan como Eliza Dooley. - John Cho como Henry Higgs. - Da'Vine Joy Randolph como Charmonique Whitaker. - Allyn Rachel como Bryn. - David Harewood como Sam Saperstein. | - Amber Rose como Fit Brit. - Giacomo Gianniotti como Freddy. - Brian Huskey como Larry. - Natasha Henstridge como Señora Saperstein. - Samm Levine como Terrance. |

## Episodios
| N.º | Título                               | Director            | Guionista                            | Primera emisión                | Audiencia (en millones) |
| --- | ------------------------------------ | ------------------- | ------------------------------------ | ------------------------------ | ----------------------- |
| 1   | «Pilot»                              | Julie Anne Robinson | Emily Kapnek                         | 30 de septiembre de 2014       | 5.31                    |
| 2   | «Un-Tag My Heart»                    | Phil Traill         | Amelie Gillette                      | 7 de octubre de 2014           | 3.77                    |
| 3   | «With A Little Yelp From My Friends» | Alex Hardcastle     | Jessica O'Toole y Amy Rardin         | 14 de octubre de 2014          | 3.44                    |
| 4   | «Nugget of Wisdom»                   | Alex Hardcastle     | Emily Kapnek                         | 21 de octubre de 2014          | 3.82                    |
| 5   | «Even Hell Has Two Bars»             | Eric Appel          | Brian Rubenstein                     | 4 de noviembre de 2014         | 3.67                    |
| 6   | «Never Block Cookies»                | Eric Appel          | Brian Rubenstein                     | 4 de noviembre de 2014         | 3.23                    |
| 7   | «Here's This Guy»                    | Christine Gernon    | Brian Chamberlayne                   | 11 de noviembre de 2014        | 3.25                    |
| 8   | «Traumatic Party Stress Disorder»    | Joe Nussbaum        | Sierra Teller Ornelas                | 25 de noviembre de 2014 (Hulu) | -                       |
| 9   | «Follow Through»                     | Claire Scanlon      | Eric Ledgin                          | 2 de diciembre de 2014 (Hulu)  | -                       |
| 10  | «Imperfect Harmony»                  | Elliot Hegarty      | Sarah Tapscott                       | 9 de diciembre de 2014 (Hulu)  | -                       |
| 11  | «Perestroika»                        | Claire Scanlon      | Jessica O'Toole y Amy Rardin         | 16 de diciembre de 2014 (Hulu) | -                       |
| 12  | «Stick in the Mud»                   | Danny Leiner        | Mathew Harawitz y Brian Rubenstein   | 23 de diciembre de 2014 (Hulu) | -                       |
| 13  | «I Woke Up Like This»                | Eric Appel          | Amelie Gillette y Brian Chamberlayne | 30 de diciembre de 2014 (Hulu) | -                       |